# Cithareloma vernum
Cithareloma vernum är en korsblommig växtart som beskrevs av Aleksandr Andrejevitj Bunge. Cithareloma vernum ingår i släktet Cithareloma och familjen korsblommiga växter. Inga underarter finns listade i Catalogue of Life.